# Abapeba sicarioides
Abapeba sicarioides is een spinnensoort uit de familie van de loopspinnen (Corinnidae).
De wetenschappelijke naam van de soort werd in 1935 als Lausus sicarioides gepubliceerd door Cândido Firmino de Mello-Leitão.